# Золотая линия (метрополитен Лос-Анджелеса)
Золотая линия (англ. Gold Line) — одна из 6 линий метрополитена Лос-Анджелеса, соединяющая центр города, Пасадину и Азусу. Её длина — 50,2 км. Фактически является линией скоростного трамвая, имеет одноуровневые пересечения с улицами.

## История
Первый участок золотой линии был открыт 26 июля 2003 года. Тогда было открыто 13 станций. 15 ноября 2009 года открыли ещё 8 станций. И последний участок золотой линии, в котором было 6 станций, открыли 5 марта 2016 года.
Эта линия является маршрутом скоростного трамвая с разным вариантом исполнения полотна. В большинстве своём Золотая линия является трамвайным маршрутом, идущим по выделенной полосе. Имеются одноуровневые пересечения с городскими улицами, также на подвижной состав линии распространяются сигналы городских светофоров.
У линии имеются отрезки, проходящие либо по эстакаде, либо по подземному туннелю, что увеличивает её среднюю эксплуатационную скорость до 35 км в час, что на 10 км в час больше минимальной требуемой для скоростного трамвая скорости. Есть две подземные станции.
С 24 октября 2020 года на 22 месяца была закрыта станция Little Tokyo/Arts District, после чего она будет перенесена западнее. Сама линия разделена на два независимых участка, которые в свою очередь войдут в состав линий A и E.

## Режим работы
Золотая линия начинает работу в три часа ночи и заканчивает в без пятнадцати час ночи. В пятницу и субботу она работает до двух ночи.
Трамваи Золотой линии ходят каждые семь минут в час пик. Максимальные возможные интервалы —- до двадцати минут — бывают по ночам в выходные.

## Карта и станции
| Название                   | Пересадки                      | Дата открытия  |
| -------------------------- | ------------------------------ | -------------- |
| APU/Citrus College         |                                | 5 марта 2016   |
| Azusa Downtown             |                                | 5 марта 2016   |
| Irwindale                  |                                | 5 марта 2016   |
| Duarte/City of Hope        |                                | 5 марта 2016   |
| Monrovia                   |                                | 5 марта 2016   |
| Arcadia                    |                                | 5 марта 2016   |
| Sierra Madre Villa         |                                | 26 июля 2003   |
| Allen                      |                                | 26 июля 2003   |
| Lake                       |                                | 26 июля 2003   |
| Memorial Park              |                                | 26 июля 2003   |
| Del Mar                    |                                | 26 июля 2003   |
| Fillmore                   |                                | 26 июля 2003   |
| South Pasadena             |                                | 26 июля 2003   |
| Highland Park              |                                | 26 июля 2003   |
| Southwest Museum           |                                | 26 июля 2003   |
| Heritage Square            |                                | 26 июля 2003   |
| Lincoln/Cypress            |                                | 26 июля 2003   |
| Chinatown                  |                                | 26 июля 2003   |
| Union Station              | Красная линия Фиолетовая линия | 26 июля 2003   |
| Little Tokyo/Arts District |                                | 15 ноября 2009 |
| Pico/Aliso                 |                                | 15 ноября 2009 |
| Mariachi Plaza             |                                | 15 ноября 2009 |
| Soto                       |                                | 15 ноября 2009 |
| Indiana                    |                                | 15 ноября 2009 |
| Maravilla                  |                                | 15 ноября 2009 |
| East LA Civic Center       |                                | 15 ноября 2009 |
| Atlantic                   |                                | 15 ноября 2009 |

## Галерея

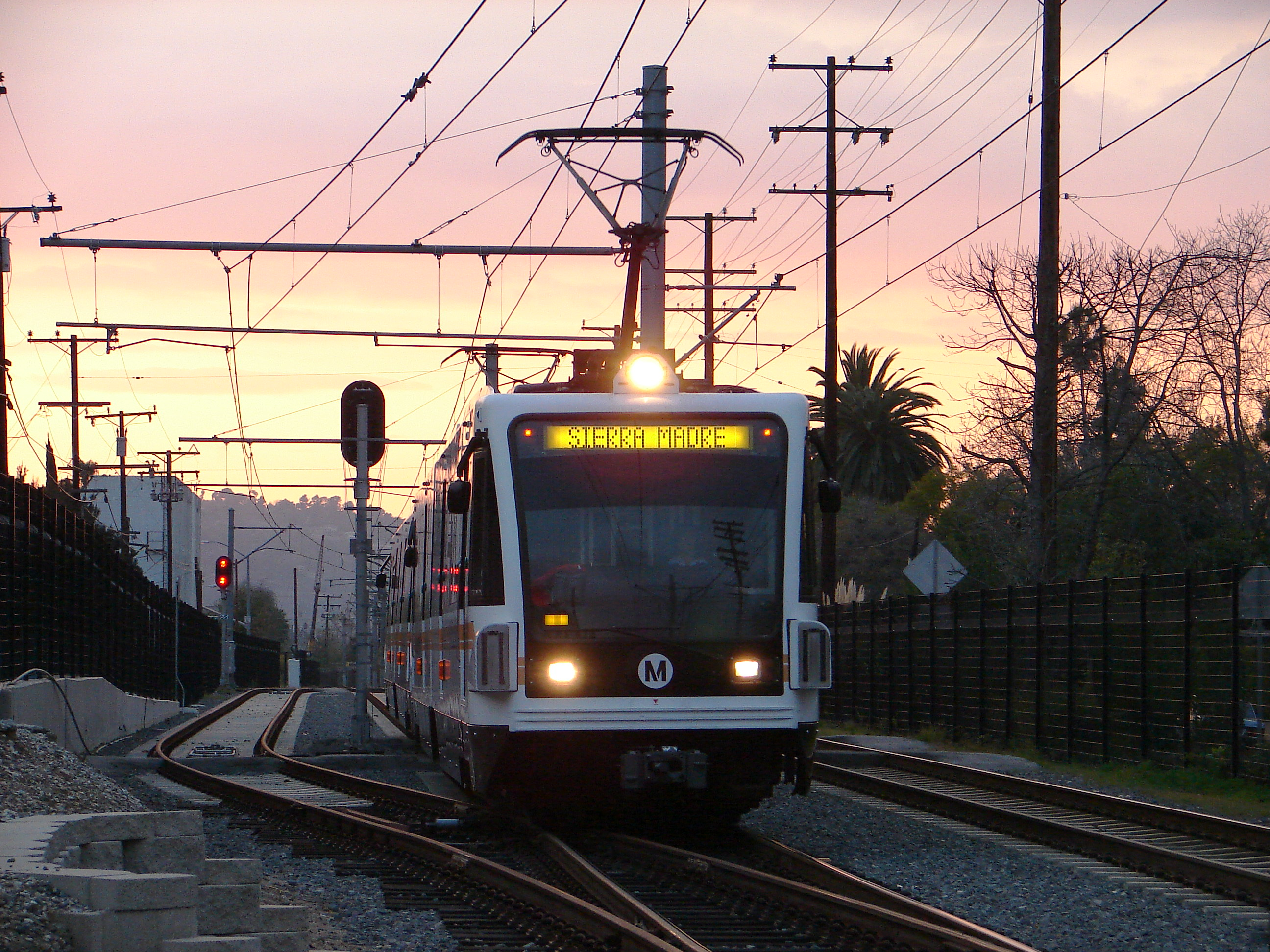
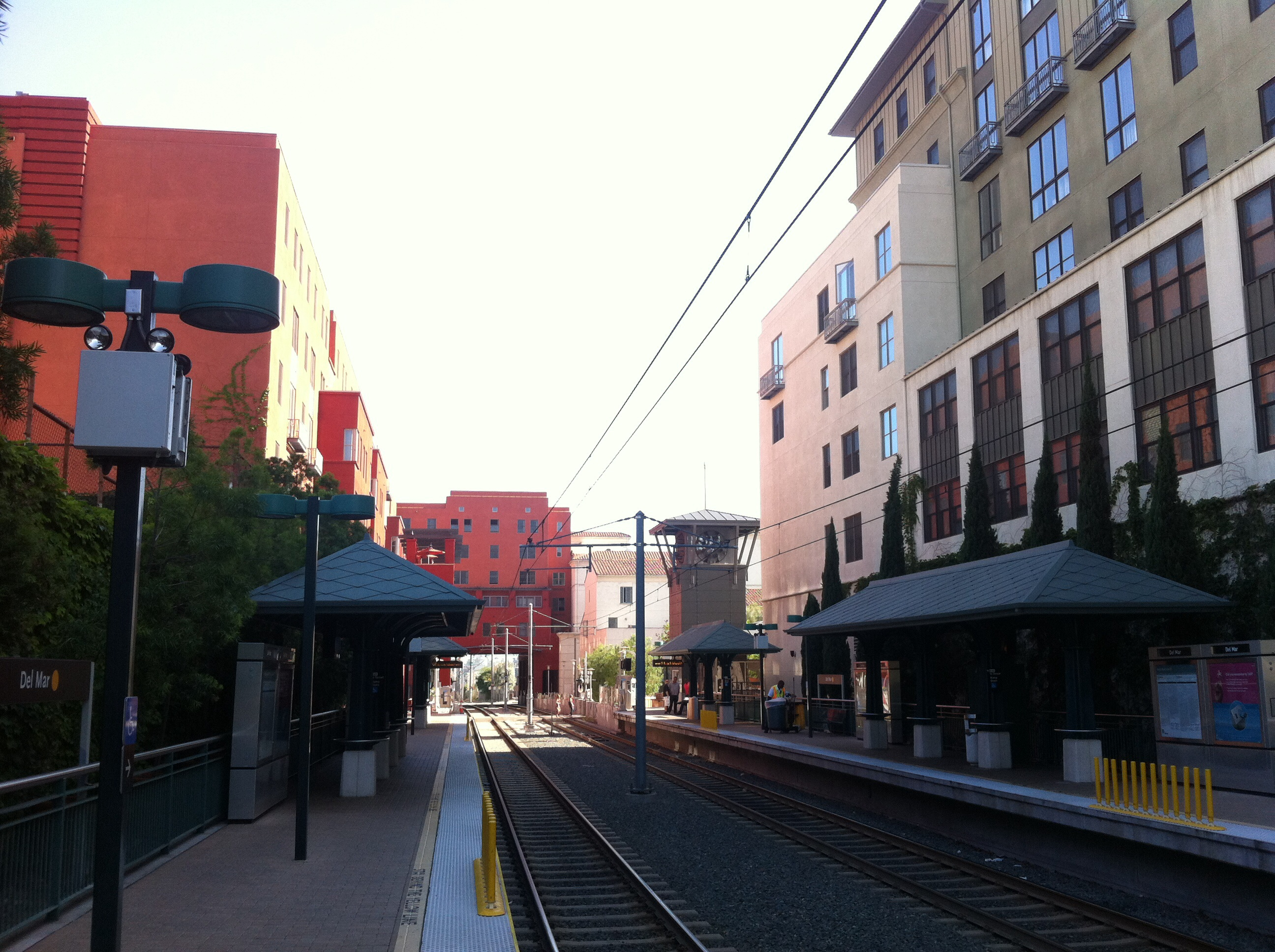
Del Mar
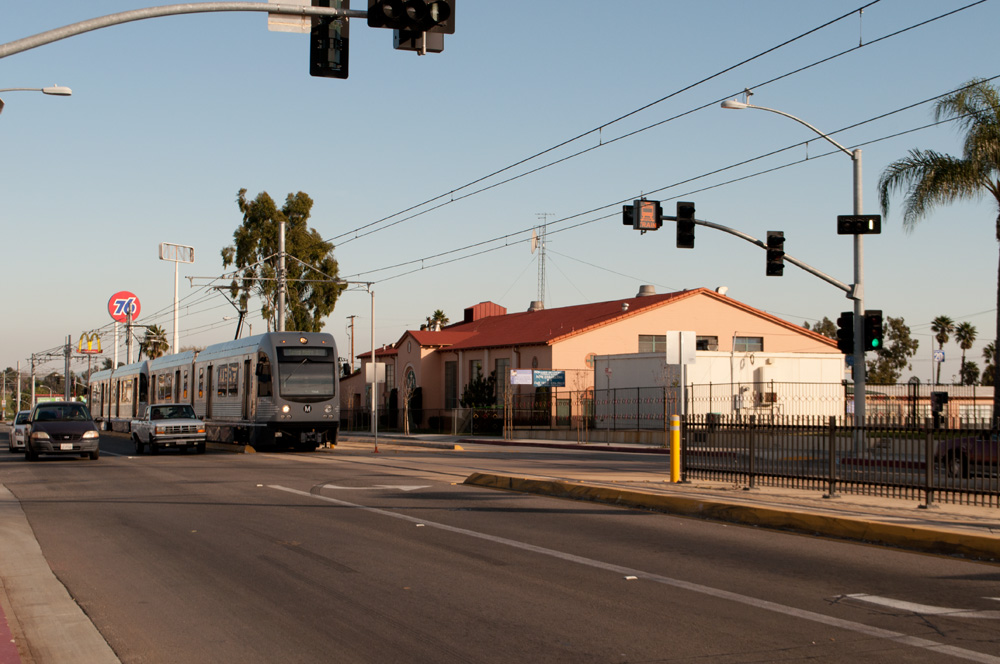
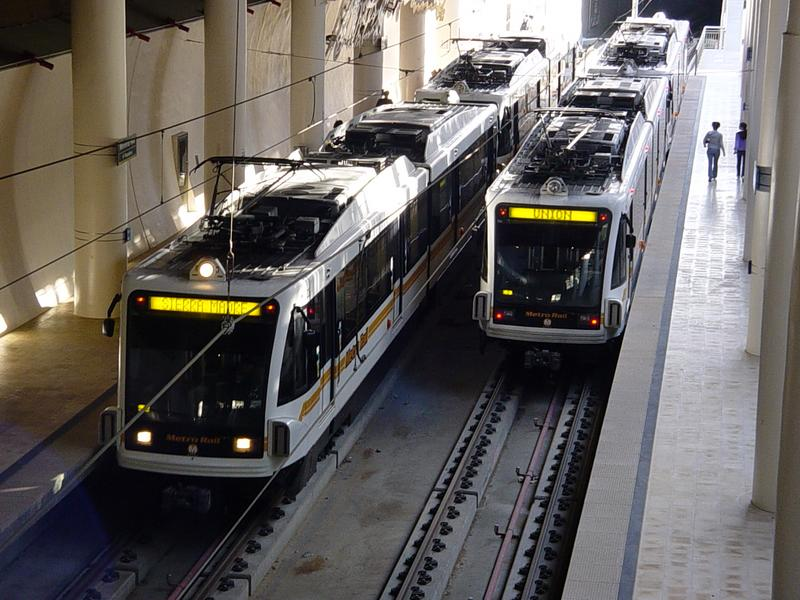
Memorial Park